# Miasto ślepców (film)
Miasto ślepców (ang. Blindness) – brazylijsko-kanadyjsko-japoński film fantastycznonaukowy z 2008 roku w reżyserii Fernando Meirellesa, zrealizowany na podstawie powieści o tym samym tytule autorstwa portugalskiego noblisty José Saramago. Zdjęcia kręcono w São Paulo, Montevideo oraz w Guelph (prowincja Ontario).

## Opis fabuły
Akcja tego dramatu rozgrywa się w nienazwanym współcześnie mieście, w którym gwałtownie wzrasta liczna osób dotkniętych ślepotą. Władze miasta postanawiają odizolować chorych, zamykając ich w szpitalu psychiatrycznym i poddając kwarantannie. Wśród nich znajduje się lekarz, do którego przedostaje się żona symulując chorobę. Wraz z innymi, starają się wydostać do normalnego świata z tego więzienia, jakim stał się szpital, terroryzowany przez zbuntowanego pacjenta.

## Role główne
- Mark Ruffalo – Doktor
- Julianne Moore – żona Doktora